# 聖保羅頁報
《聖保羅頁報》（葡萄牙語：Folha de S.Paulo，或，简称）是巴西發行量最大的報紙，也是南美洲發行量最大的報紙，是一家有著近百年歷史的老報，立場較為自由、激進，接近市民心理，標題醒目，有較多的連續報導，一度發行量達到100萬份。巴西《聖保羅頁報》的主要版面包括：政治、經濟、社會、體育、文化及大聖保羅地區新聞等，另外在每個城市都有地方版。該報緊跟高科技發展潮流，在巴西最早使用彩色膠印，也是第一家使用電腦排版並建立數據庫的報紙。